# Bor (Berane)
Pour les articles homonymes, voir Bor.
Bor (en serbe cyrillique : Бор) est un village du nord-est du Monténégro, dans la municipalité de Berane.

## Démographie

### Évolution historique de la population
| 1948 | 1953 | 1961 | 1971 | 1981 | 1991 | 2003 |
| ---- | ---- | ---- | ---- | ---- | ---- | ---- |
| 248  | 308  | 367  | 357  | 397  | 323  | 243  |